# Ariquemes FC
Ariquemes FC is een Braziliaanse voetbalclub uit Ariquemes in de staat Rondônia. 

## Geschiedenis
De club werd opgericht in 1996. In 2007 werd de club kampioen in de tweede klasse van het Campeonato Rondoniense en promoveerde zo naar de hoogste klasse. In 2010 werd de club vicekampioen. In 2018 mocht de club niet deelnemen aan de competitie omdat ze papierwerk niet op tijd in orde hadden. 